# Esker

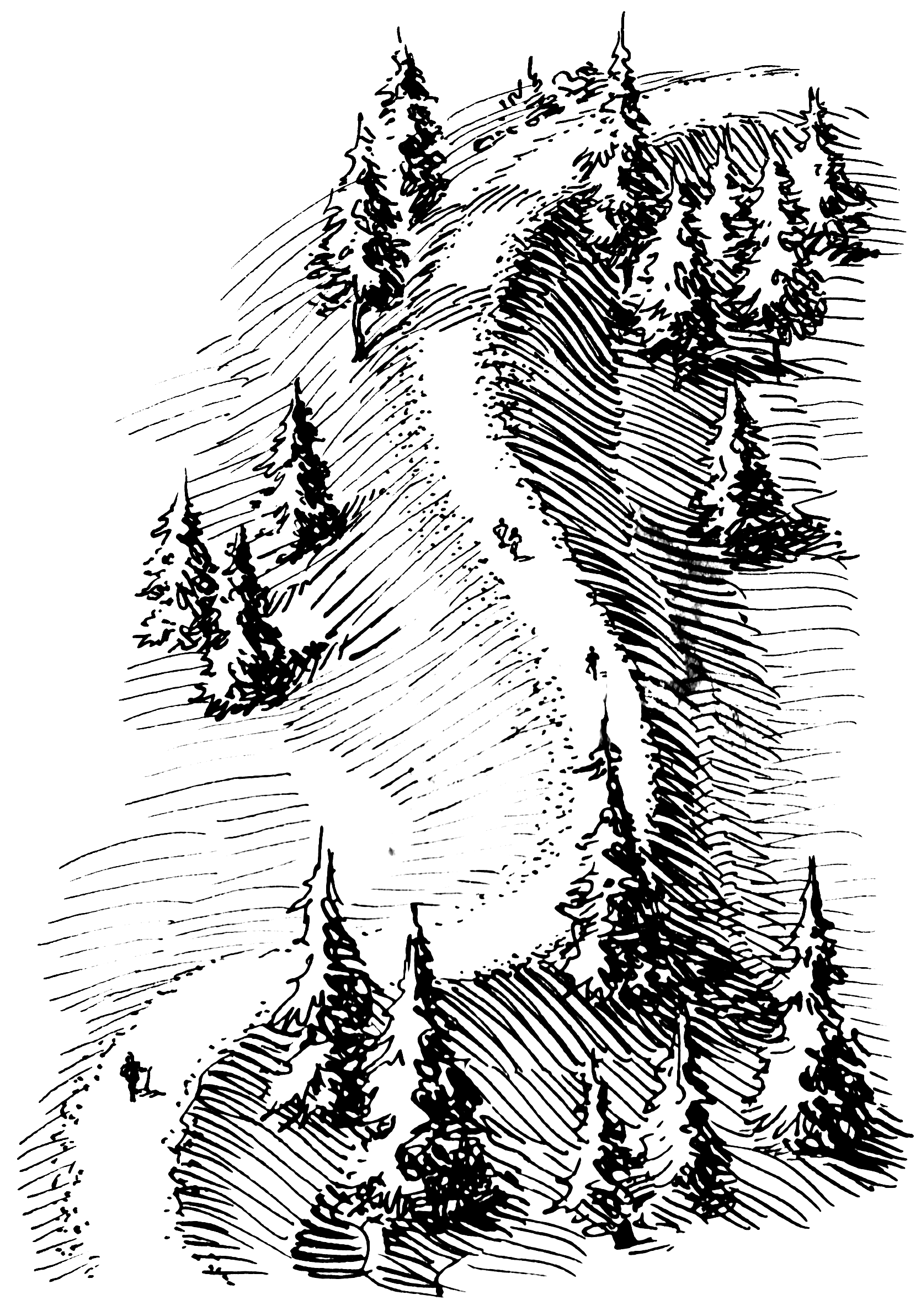
Tekening van een esker

Een esker of smeltwaterrug is een heuvel in het landschap of onder de grond die is veroorzaakt door smeltwater onder een ijskap, zoals een gletsjer. Deze heuvel bestaat uit glaciofluviaal sediment (zand vermengd met grind en keien die klein genoeg waren om door het water te worden meegenomen) dat is achtergelaten in de bedding van de smeltwaterstroom. Eskers kunnen honderden kilometers lang zijn en tientallen meters hoog, volgen de richting van de ijslaag en hebben (dus) een slingerend verloop.
Een esker is een voorbeeld van een fluvioglaciaal verschijnsel: een verschijnsel dat is ontstaan door een samenwerking tussen ijs en water. Eskers kunnen alleen bestaan bij stagnerend ijs, zoals aan de rand van het ijs tijdens een ijstijd.
Eskers worden vaak afgegraven voor de grindwinning.
Een Nederlandse esker ligt ten noordoosten van Almelo bij Langeveen. Deze is in het Saalien gevormd. De esker is deels door erosie verdwenen, overdekt door jongere sedimenten, vergraven of gaat schuil onder bebouwing. De resten van de esker zijn zichtbaar als koppen in het landschap. In de ondergrond is het systeem nog min of meer aaneengesloten. Later hebben onder invloed van de wind verstuivingen plaatsgevonden en is op de overgang van een hoger en droger naar een lager en vochtiger terrein een dekzandrug ontstaan.
Aangenomen wordt dat de Leewal, gelegen tussen Exloo en Odoorn, een andere esker is.